# قنطرة فيين

قنطرة فيين تتكون من أربع مقاومات واثنين من المكثفات.

قنطرة فيين هي نوع من القنطرات الكهربية تم تطويرها من قبل ماكس فيين في عام 1891. القنطرة تتكون من أربع مقاومات واثنين من المكثفات.

## التاريخ والاستخدام
عند ابتكار قنطرة فيين، كانت الطريقة الشائعة لقياس القيم المجهولة للموكونات الكهربية هي مقارنتها مع قيم معروفة. في كثير من الأحيان توضع المكونات ذات القيم المجهولة في أحد أطراف قنطرة، ومن ثم يتم تصفير القنطرة (جعل قيمة التيار تساوي صفر) عن طريق تغيير تردد مصدر الجهد أو طرق أخرى. انظر على سبيل المثال قنطرة ويتستون.
قنطرة فيين هي واحدة من القنطرات الأكثر شيوعًا. تستخدم قنطرة فيين لقياس قيم المكثفات بدقة بدلالة قيم المقاومات وقيمة التردد. كما كان يستخدم أيضًا لقياس الترددات الصوتية. تم تطوير قنطرة فيين حيث يصنع منها مذبذب يسمى مذبذب قنطرة فيين.

## التوصيف الرياضي
لا تتطلب قنطرة فيين قيم متساوية لـ R أو C. نقوم بتغيير التردد حتى تتزن القنطرة فيصبح التيار في المنتصف يساوي صفر، عند هذه النقطة؛ تكون قيمة حاصل ضرب الطرف R2–C2 يساوي حاصل ضرب الذراع الآخر Rx–Cx.  وتكون النسبة بين R3 وR4  مساوية للنسبة بين R2–Rx مساوية للنسبة بين Cx–C2.
يحدث الاتزان في القنطرة عند:
{\displaystyle \omega ^{2}={1 \over R_{x}R_{2}C_{x}C_{2}}}
{\displaystyle {C_{x} \over C_{2}}={R_{4} \over R_{3}}-{R_{2} \over R_{x}}\,.}
يمكن تبسيط المعادلات بشكل أكبر عند اختيار R2 = Rx، وC2 = Cx؛ وفتكون النتيجة: R4 = 2R3.
في الممارسة العملية، لا تكون قيم R و C متساوية تمامًا، ولكن حسب المعادلات أعلاه فأن إذا كانت القيم متساوية للطرفين 2 و x ، فإن القنطرة ستتزن عند تردد معين ω ونسبة معينة R4/R3.